# Volo Nürnberger Flugdienst 108
Il volo Nürnberger Flugdienst 108 era un volo regionale schiantatosi vicino a Essen, in Germania Ovest, l'8 febbraio 1988, con la perdita di tutti i 21 occupanti. Il volo era operato dallo Swearingen SA.227BC Metroliner III D-CABB per la Nürnberger Flugdienst, e partì dall'aeroporto di Hannover diretto all'aeroporto di Düsseldorf. È il peggior incidente aereo coinvolgente lo Swearingen Fairchild Metroliner.

## L'incidente
Il volo 108 decollò da Hannover alle 7:15, ed era in fase di avvicinamento alla pista 24 dell'aeroporto di Düsseldorf alle 7:50 mentre stava imperversando un temporale. Il comandante del volo era Ralf Borsdorf, 36 anni, e il primo ufficiale era Sibylle Heilmann, 29 anni. Alle 7:56 entrambi i registratori di volo interruppero bruscamente ogni registrazione e l'aereo scomparve dal radar secondario. Due minuti dopo i detriti del Metro III caddero vicino a Kettwig, in una zona adiacente al fiume Ruhr, uccidendo tutte le 21 persone a bordo.

## L'indagine
Gli investigatori scoprirono che l'aereo era stato colpito da un fulmine durante l'avvicinamento all'aeroporto di Düsseldorf, che aveva interrotto l'alimentazione elettrica agli strumenti di volo. I piloti si disorientarono ed entrarono in una discesa ad alta velocità, avendo perso ogni riferimento visivo. Dei testimoni a terra descrissero l'aereo come se fosse uscito per breve tempo dalle nuvole prima di risalire, il che suggeriva che l'equipaggio avesse ripreso l'orientamento dell'aereo dopo aver visto il suolo. Tuttavia, una volta rientrati nelle nuvole, i due piloti probabilmente persero nuovamente l'orientamento. Dopo quasi 2 minuti di "volo prevalentemente incontrollato", uno dei flap del bordo d'attacco (che non poteva essere retratto senza l'elettricità) si guastò a causa del sovraccarico, mandando l'aereo in una spirale irrecuperabile, durante la quale si distrusse a mezz'aria.